# Comuna Bilîkî, Kozeleț
Bilîkî (în ucraineană Білики) este o comună în raionul Kozeleț, regiunea Cernihiv, Ucraina, formată din satele Bilîkî (reședința), Jîlîn Mlînok, Nabilske și Tumanska Huta.

## Demografie
Componența lingvistică a comunei Bilîkî
     Ucraineană (97,31%)
     Rusă (2,69%)
Conform recensământului din 2001, majoritatea populației comunei Bilîkî era vorbitoare de ucraineană (97,31%), existând în minoritate și vorbitori de rusă (2,69%).